# Okręg wyborczy nr 71 do Sejmu Polskiej Rzeczypospolitej Ludowej (1989–1991)
Okręg wyborczy nr 71 do Sejmu Polskiej Rzeczypospolitej Ludowej (1989–1991) obejmował województwo ostrołęckie. W ówczesnym kształcie został utworzony w 1989 r. Wybieranych było w nim 5 posłów w systemie większościowym.
Siedzibą okręgowej komisji wyborczej była Ostrołęka.

## Wybory parlamentarne 1989

### Mandat nr 271 –Polska Zjednoczona Partia Robotnicza
| Kandydat | I tura | I tura | II tura | II tura |
| Kandydat | Głosów | %      | Głosów  | %       |
| --- | ------ | ------ | ------- | ------- |
| Tadeusz Szumowski                                                                                              | 13 748 | 11,10  | 18 922  | 34,90   |
| Władysław Krzyżanowski                                                                                         | 13 232 | 10,69  | 25 770  | 47,53   |
| Stanisław Kurpiewski                                                                                           | 10 439 | 8,43   | –       | –       |
| Kazimierz Przedpełski                                                                                          | 9650   | 7,79   | –       | –       |
| Zbigniew Dziadosz                                                                                              | 8556   | 6,91   | –       | –       |
| Józef Mikłosz                                                                                                  | 7185   | 5,80   | –       | –       |
| Liczba głosów ważnych: 123 809 (I tura) • 54 215 (II tura) Źródło: Państwowa Komisja Wyborcza I tura i II tura |        |        |         |         |

### Mandat nr 272 –Zjednoczone Stronnictwo Ludowe
| Kandydat | I tura | I tura | II tura | II tura |
| Kandydat | Głosów | %      | Głosów  | %       |
| --- | ------ | ------ | ------- | ------- |
| Stanisław Cesarek                                                                                              | 15 935 | 12,38  | 20 054  | 37,06   |
| Michał Kurek                                                                                                   | 14 790 | 11,49  | 24 031  | 44,41   |
| Jerzy Dobek | 13 782 | 10,70  | –       | –       |
| Ryszard Irmiński                                                                                               | 10 246 | 7,96   | –       | –       |
| Ireneusz Goś                                                                                                   | 8902   | 6,91   | –       | –       |
| Liczba głosów ważnych: 128 754 (I tura) • 54 114 (II tura) Źródło: Państwowa Komisja Wyborcza I tura i II tura |        |        |         |         |

### Mandat nr 273 – bezpartyjny
| Kandydat                                                          | Głosów | %     |
| ----------------------------------------------------------------- | ------ | ----- |
| Aleksander Małachowski                                            | 96 865 | 69,86 |
| Barbara Kamińska                                                  | 25 642 | 18,49 |
| Zdzisław Załuska                                                  | 6248   | 4,51  |
| Liczba głosów ważnych: 138 662 Źródło: Państwowa Komisja Wyborcza |        |       |

### Mandat nr 274 – bezpartyjny
| Kandydat                                                          | Głosów | %     |
| ----------------------------------------------------------------- | ------ | ----- |
| Józef Gutowski                                                    | 86 843 | 66,21 |
| Jan Borkowski                                                     | 15 730 | 11,99 |
| Sabina Zambrzycka                                                 | 10 100 | 7,70  |
| Henryk Ciechanowicz                                               | 5323   | 4,06  |
| Stanisław Dembiński                                               | 4412   | 3,36  |
| Liczba głosów ważnych: 131 155 Źródło: Państwowa Komisja Wyborcza |        |       |

### Mandat nr 449 –Zjednoczone Stronnictwo Ludowe
| Kandydat                                                         | Głosów | %     |
| ---------------------------------------------------------------- | ------ | ----- |
| Aleksander Łuczak                                                | 26 667 | 49,22 |
| Dariusz Wojtczak                                                 | 16 269 | 30,03 |
| Liczba głosów ważnych: 54 180 Źródło: Państwowa Komisja Wyborcza |        |       |